# 田中健一 (1950年生)
田中 健一（たなか けんいち、1950年6月23日- ）は、日本の経営者。岡三証券社長を務めた。

## 来歴・人物
長崎県島原市出身。1973年に長崎大学経済学部商学科を卒業し、同年4月に岡三証券に入社した。1978年にはニューヨーク大学大学院修士課程を修了。1989年6月に取締役に就任し、1997年5月に常務、1998年6月に専務、2003年10月に岡三ホールディングス取締役を経て、2004年4月に岡三証券及び岡三ホールディングス副社長に就任し、2006年6月には両会社の社長に昇格し、2014年4月までに務めた。